# Joe Detmer
Joe Detmer (ur. 3 września 1983 w Lodi) – amerykański lekkoatleta, wieloboista.
Medalista mistrzostw NCAA (srebro w 2007) oraz mistrzostw USA (brąz w 2010). Mistrz i rekordzista świata w 20-boju, konkurencji nieznajdującej się w oficjalnym wykazie IAAF.

## Rekordy życiowe
- Dziesięciobój lekkoatletyczny – 8090 pkt (2010)